# Музей-квартира И. Д. Сытина
Музей-квартира И. Д. Сытина — единственный музей русского предпринимателя, книгоиздателя и просветителя Ивана Дмитриевича Сытина, открывшийся в 1989 году в Москве в квартире, где он жил в последние годы (1928—1934) и скончался. С 2019 года Музей-квартира Ивана Сытина находится в составе ГМКЦ «Интеграция».

## История
Основан 3 сентября 1989 года в квартире № 274 на втором этаже бывшей гостиницы Шевалдышева на Тверской улице № 38 (теперь — Тверская, д. 12с2). Здесь И. Д. Сытин провел последние годы жизни и скончался 23 ноября 1934 года.
В 1986 году квартира № 274 была передана Добровольному обществу любителей книги РСФСР и более 100 квадратных метров бывшей квартиры было отдано под общественный музей. Впоследствии квартира была поставлена на учёт как памятник истории и культуры и взята под охрану государством. Первым директором музея стал известный библиофил, североморец Владимир Васильевич Лобурев (1933—2007).
Идея создания музея принадлежала сыну И. Д. Сытина Дмитрию, который в течение многих лет собирал уникальную коллекцию печатной продукции «Товарищества И. Д. Сытина». В организации музея-квартиры активное участие принимали также дочери И. Д. Сытина Анна и Ольга.
Позже инициаторы музея объединились в акционерное общество, а затем в автономную некоммерческую организацию АНОК «Музей-квартира И. Д. Сытина», и более 20 лет сохраняли и поддерживали уникальную коллекцию памятников материальной культуры и ценнейших документов конца XIX — начала XX века.
В сохранившихся интерьерах квартиры был представлен комплекс мемориальных вещей, связанных с жизнью и издательской деятельностью И. Д. Сытина. В комнате стояла его кровать, кресло, висели портреты его родителей, стояли сохранившиеся вещи.
Выставочный центр ВОК при музее организовывал тематические экспозиции на основе коллекций семьи Ивана Дмитриевича и московских книголюбов, заседания клуба «Библиофил», занятия университета «Книга», «Сытинские чтения», лекции и экскурсии. Проводились персональные выставки российских художников XX века (Колоцовой-Бычковой А. Г., Кудрявцева М. П., Софроновой А. Ф. и других).
Вход в музей был бесплатным.
В 2016 году уникальное собрание музея по желанию членов АНОК было передано городу — в фонды музея «Интеграция» имени Н. А. Островского, расположенного в соседнем доме (ул. Тверская, 14), концепция развития которого предполагает освещение жизни выдающихся людей, чьи  судьбы были связаны с домом № 14 и с Тверской улицей.
19 сентября 2019 года состоялось торжественное открытие обновленного Музея-квартиры Ивана Сытина в составе ГМКЦ «Интеграция».

## Коллекции
В состав коллекции входят около 1400 экземпляров печатных изданий, 44 художественных юбилейных адреса, 62 предмета быта и мебели, 22 произведения живописи и скульптуры, более 400 единиц хранения архива семьи Сытиных.
Предметы из собрания музея представлены на сайте Государственного каталога Музейного фонда РФ.